# 大林雅美
大林 雅美（おおばやし まさみ、1947年〈昭和22年〉5月30日 - ）は、元タレント。本名は大林雅子。俳優上原謙の元後妻。次女の仁美凌は女優。

## 来歴
北海道で網元の三女として出生。家業の破綻により母子家庭で育ち、中学入学前に母とともに上京。八雲学園中学校・高等学校中退。17歳で歌手の大橋節夫に師事。在日アメリカ軍のキャンプ回りをした後、ホステス兼クラブ歌手となる。
1975年、ホステス兼クラブ歌手をしていた時、妻・小桜葉子と死別していた38歳年上の上原謙と知り合い同棲生活を経て結婚。2人の娘をもうけた。上原は1970年に専務を務めていたホテルパシフィックパーク茅ヶ崎が倒産して財産を失っており、長女出産後は銀座のクラブへの勤務を再開し、直後に上原の出資により赤坂にスナックのハニー上原を開店した。しかし上原が年を取るに連れ喧嘩が絶えなくなり、1991年6月に離婚。上原の長男の加山雄三一家との確執、自らの不倫騒動などで世間を騒がせ、「悪女」「たぬき顔」などの流行語を生んだ。
騒動の渦中には、ラジオ日本で持っていたレギュラー番組『まさみの素敵な夜に』のスポンサーのシキボウ（当時の社名は敷島紡績）の社長と愛人関係だったと報じられ、さらに社長と2人で設立したマコツーにシキボウから資金提供があったとされ、社長は解任、番組も打ち切られた。大林は社長を婚約不履行で訴えて慰謝料5千万円を要求した。
離婚後の1991年と1992年には夫婦関係や加山家（池端家）との確執などを明かした本を出版。
1992年にクラブの「まこん」を銀座に初出店。翌1993年には井筒和幸監督によるオリジナルビデオ『雅美のパワー・オブ・ラブ』で主演するなどのタレント活動をした。
2009年2月末には銀座のダイニングバー23区を閉店。加山家とは絶縁状態で、これまでに銀座で7軒の店を開閉店し、一時は借金4000万円を抱えた。23区を閉店後は元歌手の仲宗根美樹のバー美樹を手伝っていたが、常連客の求めに応じて2010年8月25日には再び銀座にスナックを開店。初心に返るつもりで銀座に初めて出した店名である「まこん」と再び名付けた。

## 出演作品

### オリジナルビデオ
- 日本一の悪女? 雅美のパワーオブラブ（1993年）

### テレビドラマ
- いちばん太鼓（1985年、NHK） - 五條まどか 役
- 妻たちの課外授業II（1987年、日本テレビ）

### ラジオ
- まさみの素敵な夜に（ラジオ日本）

## 著書
- 悪い女かしら―私の幸せさがしの旅（イースト・プレス、1991年12月刊）ISBN 4900568368
- 悪い女でごめんね―男と女のふれあいの旅（イースト・プレス、1992年10月刊）ISBN 4900568511